# 3. November 1918
3. November 1918 ist eine österreichische Literaturverfilmung aus dem Jahre 1965 nach dem gleichnamigen Theaterstück von Franz Theodor Csokor.

## Handlung
Der Film spielt am 2. und am 3. November 1918, dem Tag, an dem der Waffenstillstand von Villa Giusti geschlossen wurde, in einem Schutzhaus in den Kärntner Karawanken, das als Heim für Verwundete benutzt wird. Das Haus ist seit drei Wochen eingeschneit.
Pünktlich um Mitternacht wird vom Wachhabenden das Feuer gehütet und das Kalenderblatt abgerissen. Die Krankenschwester macht noch einen letzten Rundgang und findet alle Männer schlafend. Nur der Oberst liest noch in Xenophons Anabasis. Ein medizinischer Notfall, der 13. Blutsturz von Vanini, beendet abrupt die Nacht. Der jüdische Arzt rettet ihm das Leben – und die Männer feiern ausgelassen, ermahnt vom Arzt, nicht so viel zu trinken; aber es sind ohnehin die letzten Flaschen.
Der Haufen ist bunt aus allen Gebieten der Doppelmonarchie zusammengewürfelt: ein Deutscher aus Kärnten, ein Slowene aus Krain, ein Ungar aus Arad und ein Tscheche aus Prag wünschen mit dem Herrn Leutnant Vanini aus Trient einen Blutsturz zu begießen! Nach einer Rangelei wegen eines Scherzes um die Krankenschwester träumen die Soldaten vom Leben nach dem Krieg und singen sich mit dem „Schwarzbraunen Mädel“ in den Schlaf. Schwester Christine ist nervlich am Ende, der Arzt will sie am Morgen ins Tal schicken.
Der Morgen bricht an, die Soldaten. Orvanyi verschießt ein ganzes MG-Magazin „für die Krähensuppe“. Die Schwester fährt ins Tal ab. Der Arzt schickt alle Männer in die Liegestühle, dort sinnieren sie bis zum Mittagessen über ihre Lage und über den Lagerkoller. Der Arzt: „Eine Art Stacheldrahtkrankheit, Herr Oberst. Die Abgesperrtheit unterminiert uns.“ Der Oberst mahnt zur Disziplin. Die anderen sind kriegsmüde und sehnen sich nach ihrer Heimat.
Beim Mittagessen sind die Männer wieder heiterer, besonders nachdem der Oberst seine persönlichen Weinreserven bringen lässt. In der Runde wird ein „Männerlied“ gedichtet:
Männer haben die Welt gemacht.
Männer haben den Tod gebracht.
Krüppel und Weiber flennen und klagen, Männer werden die Kreuze tragen.
Und der Oberst schwört die Männer auf ein Vaterland über den Völkern ein: Vom Bodensee bis ans Eiserne Tor, von der Tatra bis nieder ans Meer - wir halten es fest zwischen uns. Und so wird es uns niemand entreißen, nicht heute und nie mehr! Unser Vaterland, Kameraden!. Doch der Glaube der Männer ist geschwunden.
Plötzlich ist fernes Haubitzenfeuer zu hören, die Männer stürzen vors Haus. Sieht aus wie nach einer verlorenen Schlacht. Durchs Schneegestöber stapft eine Gestalt herauf, der Oberst hält ihn für einen Deserteur, Ludoltz will ihn sofort erschießen, doch Zierowitz verhindert den Treffer. Der Mann wird festgenommen und vom Oberst zunächst allein verhört. Der Maschinenmaat Pjotr Kaciuk, durstig und ausgehungert, berichtet von der Versenkung seines Schiffs, der Viribus Unitis, am 1. November im Hafen von Pula. Der Oberst glaubt ihm nicht. Pjotr berichtet auch von der Übergabe der Flotte, zeigt ihm die Bugflagge der Viribus Unitis. Der immer noch ungläubige Oberst erklärt ihn als verhaftet. Pjotr entgegnet ihm: Und in wessen Namen, Genosse Oberst? (...) Das Heer, zu dem Sie sich zählen, das gibt es nämlich seit heute nicht mehr!
Der Oberst befiehlt, um jeden Preis die schon lange unterbrochene Telefonverbindung wiederherzustellen. Da die restlichen Offiziere das bereits beschlossen und angeordnet hatten, fühlt sich der Oberst brüskiert. Adam, der Pjotr bewacht, kommt mit ihm ins Gespräch. Auch er glaubt ihm nicht, dass der Krieg aus ist.
Währenddessen kann die Telefonleitung repariert werden. Doch das Platzkommando Villach existiert nicht mehr, aus Laibach (Ljubljana) wird auf Slowenisch  geantwortet. Zierowitz begreift als erster, während die anderen die Lage immer noch nicht wahrhaben wollen: Ihr wohnt in einem Kadaver und tut so, als ob er noch lebte!
Zurück im Haus. Pjotr erklärt den Verlauf des Kriegsendes, indem er nach und nach die fürs Kaiserreich verlorenen Gebiete aus der Karte schneidet. Nur Österreich bleibt übrig. Einige begreifen, die meisten jedoch beharren darauf, dass Pjotr lügt, ja lügen muss. Kaminski bitte um Urlaub, er möchte in der Heimat sterben. Der Oberst entlässt ihn und den Arzt. Er soll ihn begleiten, jedoch als Ersatz einen Chirurgen schicken lassen. Der Oberst lässt die zerfetzte Bugflagge der Viribus Unitis vor dem Haus hissen, – nur noch Ludoltz folgt ihm zur Ehrenbezeigung. Pjotr und Adam machen sich gemeinsam auf den Weg ins Tal.
Der Zusammenhalt der sechs verbliebenen Offiziere zerfällt – wie das Reich. Der Oberst wendet sich mit einem letzten Appell an die Offiziere, überlässt aber schließlich ihnen die Entscheidung über das weitere Vorgehen und verabschiedet sich mit Habe die Ehre! Während die Zurückgebliebenen noch diskutieren, fällt ein Schuss –, der Oberst ist tot. Er wird, bedeckt von der Flagge der Viribus Unitis, begraben. Die Männer verabschieden sich mit Erde aus Ungarn, Erde aus Polen, Erde aus Kärnten, slowenische Erde, tschechische Erde, italienische Erde und schließlich der jüdische Regimentsarzt mit Erde aus Österreich.
Alle rüsten sich für den Abmarsch ins Tal – bis auf den Slowenen und den Kärntner, aus dessen Rede schon der Nazi immer stärker durchschimmert. Nachdem Zierowitz gegangen ist, verbleibt Ludoltz als einziger mit seinem Maschinengewehr. Schlag Mitternacht endet der Film mit einer Salve von Ludoltz auf ein unbekanntes Ziel.

## Hintergrund
Aus dem Vorspanntext: (...) so unwahrscheinlich diese Armee Wallensteins, Prinz Eugens, des Erzherzogs Karl, ihrem Wesen nach war, so unwahrscheinlich hat sie auch im November 1918 geendet! Sie ist nie heimgekehrt. Die neuen Reiche, die aus dem Zerfall Österreich-Ungarns entstanden oder sich daran vergrösserten, hatten ihre Landsleute aus diesem Heer abberufen.